# Vita di Milarepa
Vita di Milarepa è una biografia - la più antica tramandata - ad opera di UgTsang smyon He-ru-ka (circa 1452-1507) sul mistico, maestro e yogi Milarepa (circa 1040-1123).

## Contenuti
Il libro racconta la storia di Mi-la-ras-pa, poeta e fondatore di monasteri. Dopo aver praticato la magia nera per vendicare la sua famiglia, egli divenne allievo di Marpa (1012-1096) e si ritirò in meditazione in una grotta sulla montagna dove compose I centomila canti (anch'essi pubblicati da gTsang Heruka).
Dall'edizione francese a cura di Jacques Bacot (Le poète tibétain Milarépa, 1925) è stata tratta l'edizione italiana, tradotta per la prima volta in italiano da Anna Devoto e pubblicata da Adelphi nel 1966.
Sulla sua vita, anche Éric-Emmanuel Schmitt ha scritto nel 1997 una breve biografia.
Della Vita, copiata continuamente a mano per secoli, restano quattro fonti xilografiche, indicate da J.W. De Jong con le lettere A, B, C, D:
- A. edizione sPungs thang (Bhutan), 107 fogli, la più corretta
- B. edizione bsTan rgyas gling (Lhasa), 116 fogli
- C. edizione sPo (Khams), 119 fogli, la meno corretta
- D. edizione bKra shis lhung po, 121 fogli[5]

Tra le edizioni più note restano il lavoro pionieristico di Jacques Bacot (in francese) e W.Y. Evans-Wentz (in inglese), di grande attenzione filologica, sebbene poi integrate con note derivate da studi più recenti.

## Adattamenti cinematografici
- Nel 1974, Liliana Cavani ha diretto un film, scritto con Italo Moscati[6]
- Nel 2007, il regista bhutanese Neten Chokling ha diretto un film sulla prima parte della vita di Milarepa, prima del suo incontro col Buddismo e con Marpa.

## Edizioni
- (FR)  Le Poète Tibétain Milarépa: ses crimes, ses épreuves, son nirvāna, a cura di Jacques Bacot, Paris: Bossard, 1925; Paris: Fayard, 1971
- (EN)  Tibet's Great Yogi Milarepa, trad. di Kazi Dawa-Samdup e W.Y. Evans-Wentz, London, 1928, 1951
- Vita di Milarepa. I suoi delitti, le sue prove, la sua liberazione, a cura di Jacques Bacot, Milano: Adelphi (collana Biblioteca Adelphi n. 11), 1966 ISBN 8845916995
  - "Oscar Mondadori" L. 187, Milano: Mondadori, 1975
  - "Tascabili" n. 417, Milano: Bompiani, 1986
  - "gli Adelphi", n. 20, Milano: Adelphi, 1991 ISBN 8845907961
  - Milano: Superpocket, 1998 ISBN 8846200667
- Milarepa: il grande yogi tibetano, a cura di W.Y. Evans-Wentz, trad. di Sabatino Piovani, Roma: Newton Compton, 1976
- (FR)  Tsang Nyön Heruka, Milarepa. La Vie, trad. di Marie-José Lamothe, Paris. Éditions du Seuil, 1995 ISBN 202020150X
- (EN)  Tibetʼs great yogī Milarepa: a biography from the Tibetan being the Jetsün-Kahbum, or biographical history of Jetsün-Milarepa, according to the late lāma Kazi Dawa-Samdupʼs English rendering, a cura di W. Y. Evans-Wentz, postfazione di Donald S. Lopez, jr, New York: Oxford university press, 2000
- La vita di Milarepa, a cura di Carla Gianotti, Torino: Utet, 2001 ISBN 8802057222
  - Milano: Oscar Mondadori (Oscar varia n. 1783), 2001 ISBN 8804490616